# Ромський провулок
Ро́мський прову́лок — провулок у Подільському районі міста Києва, місцевість Поділ. Пролягає від Кирилівської вулиці до кінця забудови, як продовження Введенської вулиці.

## Історія
Виник на початку XIX століття як провулок без назви. У середині XIX століття здобув назву Циганський (Циганківський, Циганків) провулок. З 1952 по 2022 роки провулок носив назву Цимлянський на честь російського міста Цимлянська. Сучасна назва — з 2022 року, є історичною назвою з приведенням до норм сучасного суспільства.

## Забудова
У короткому провулку містяться декілька старих будинків межі XIX–ХХ століть, які й формують забудову вулиці.

### Знищені пам'ятки
21 квітня 2022 року ЗМІ повідомили про незаконне (всупереч припису Департаменту охорони культурної спадщини КМДА і без належних дозволів) знесення історичної будівлі за адресою Цимлянський провулок, 3. Компанія-забудовник «ДНІПРО-2002» (власник і кінцевий бенефіціар — Е. Є. Гук) здійснила демонтаж будинку, спорудженого близько 100 років тому. Будівля перебувала в межах центрального історичного ареалу Києва, на території пам'ятки ландшафту й історії «Історичний ландшафт Київських гір і долини р. Дніпра», у межах пам'ятки археології місцевого значення"Культурний шар Подолу" та в зоні регулювання забудови І категорії Державного історико-архітектурного заповідника «Стародавній Київ». Цей будинок перебуває у списку історичних будівель ХІХ-ХХ століття, на реконструкцію або капітальний ремонт зі зміною об'ємно-просторових параметрів яких Київською міською радою введено мораторій з метою унеможливлення їх знищення.